# Сафри, Юссеф
Юссе́ф Сафри́ (араб. يوسف سفري‎; 3 января 1977, Касабланка) — марокканский футболист, опорный полузащитник. Известен по выступлениям за английские клубы «Ковентри Сити», «Норвич Сити» и «Саутгемптон». В составе сборной Марокко стал серебряным призёром Кубка Африки в 2004 году. Участник Олимпиады 2000 года в Сиднее. В настоящее время работает главным тренером в клубе «Катар СК».

## Карьера
Профессиональную карьеру Сафри начал в составе «Раджи» из Касабланки. В 2000 году в составе национальной команды он принял участие в Олимпиаде в Сиднее. В августе 2001 года он перешёл в клуб английского первого дивизиона «Ковентри Сити». За клуб Юссеф дебютировал 8 сентября 2001 года в игре с «Гримсби Таун».
В декабре 2003 года Юссеф жёстко сыграл против игрока «Сандерленда» Колина Хили, в результате сломавшего правую ногу. Марокканец избежал дисквалификации со стороны Футбольной Ассоциации, которая согласилась с решением арбитра матча Майком Джонсом о том, что фол был неумышленным.
Зимой 2004 года Сафри в составе сборной Марокко выступал на Кубке Африки. В третьем матче группового турнира Юссеф реализовал пенальти в ворота команды ЮАР. Этот гол вывел его команду в 1/4 финала. В финальном матче турнира марокканцы проиграли Тунису со счётом 1:2. 
Летом 2004 года Юссеф перешёл в «Норвич Сити», который по итогам сезона 2003/04 вышел в Премьер-лигу. 20 апреля 2005 года Сафри дальним ударом забил мяч в ворота «Ньюкасла», после чего фанаты клуба посвятили ему песню Morocan All Over The World. 
Свой последний матч в составе «Норвича» он провёл 9 апреля 2007 года против «Вест Бромвича», а в августе перешёл в «Саутгемптон», подписав контракт на два года. Дебютный матч за клуб он провёл 11 августа 2007 года против «Кристал Пэлас».
В июле 2008 года Сафри подписал контракт с клубом «Катар СК». За катарский клуб Юссеф выступал до 2013 года, после чего объявил о завершении карьеры игрока.
В настоящее время работает ассистентом главного тренера в клубе «Раджа».

## Достижения
Раджа:
- Чемпион Марокко: 1997/98, 1998/99, 1999/00, 2000/01
- Победител Лиги чемпионов КАФ: 1999
- Обладатель Суперкубка КАФ: 2000
- Обладатель Кубка Марокко: 2000, 2001

 Марокко:
- Серебряный призёр Кубка Африки: 2004